# Каркефу
Каркефу (фр. Carquefou) — коммуна на западе Франции, находится в регионе Пеи-де-ла-Луар, департамент Атлантическая Луара, округ Нант, центр кантона Каркефу. Пригород Нанта, примыкает к нему с северо-востока, в 14 км от центра города, на левом берегу реки Эрдр, впадающей в Луару в черте города Нант. Через территорию коммуны проходит национальная автомагистраль А11. Железнодорожная станция Каркефу, расположенная на юго-восточной окраине города, является единственной на ранее существовавшей линии Нант-Сегре и используется в основном для грузовых перевозок.
Население (2017) — 19 805 человек.

## История
В галло-римский период на территории Каркефу находился поселок Арлез, от которого сохранились фрагменты ферм. В 851 году Каркефу входит в состав королевства, а затем герцогства Бретань, относится к юрисдикции сенешаля Нанта. Около 1100 года герцог Бретани Ален IV передал арлезский лес монахам.
В 1341 году Каркефу, по свидетельству летописца Жана Фруасара «небольшой городок, окруженный рвом с дерновым валом», оказался в центре событий, связанных с Войной за бретонское наследство. Каркефу и его замок, гарнизон которого был верен Жану де Монфору, были сожжены войсками сына короля Франции Филиппа VI Иоанном, в ту пору герцогом Нормандским. Разграбив Каркефу, войска Иоанна Нормандского отправились на юг и осадили Нант.
В 1532 году, в результате объединения Бретани с Францией, Каркефу вошел в состав французского королевства. В конце XVI века город не остался в стороне от столкновений католиков и протестантов во время Религиозных войн. C XVII века в Каркефу стали приезжать представители местного дворянства, построившие или восстановившие на территории коммуны многочисленные шато.
Во время Французской революции большинство населения Каркефу поддержало шуанов и приняло участие в нападении на республиканский конвой 12 августа 1795 года. Республиканцы потерпели поражение, и многие пленные были расстреляны, причем в расправе над ними принимали участие даже женщины и дети.

## Достопримечательности
- Неоготическая приходская церковь Святого Петра 1895-1896 годов
- Шато Ла-Сейере XVII-XVIII веков
- Шато Эпине XVII века
- Шато Куроньер второй половины XIX века
- Шато Мобрёй начала XIX века
- Шато Ла-Флёрье середины XIX века

## Экономика
Структура занятости населения:
- сельское хозяйство — 0,9 %
- промышленность — 20,6 %
- строительство — 6,0 %
- торговля, транспорт и сфера услуг — 57,7 %
- государственные и муниципальные службы — 14,8 %

Уровень безработицы (2016 год) — 10,4 % (Франция в целом — 14,1 %, департамент Атлантическая Луара — 11,9 %). 

Среднегодовой доход на 1 человека, евро (2016 год) — 25 431 (Франция в целом — 20 809, департамент Атлантическая Луара — 21 548).

## Демография
Динамика численности населения, чел.

## Администрация
Пост мэра Каркефу с 2014 года занимает Вероник Дюбетье-Гренье (Véronique Dubettier-Grenier), член Совета департамента Атлантическая Луара от кантона Каркефу. На муниципальных выборах 2020 года возглавляемый ею правый блок одержал победу в 1-м туре, получив 54,30 % голосов.
| Период | Период | Фамилия                | Партия                                                       | Примечания                            |
| ------ | ------ | ---------------------- | ------------------------------------------------------------ | ------------------------------------- |
| 1971   | 1983   | Пьер Сталдер           |                                                              |                                       |
| 1983   | 1989   | Франсис Сержан         |                                                              |                                       |
| 1989   | 2003   | Жизель Готье           | Союз за французскую демократию                               | сенатор                               |
| 2003   | 2014   | Клод Гийе              | Союз за французскую демократию Союз демократов и независимых |                                       |
| 2014   |        | Вероник Дюбетье-Гренье | Разные правые                                                | домохозяйка, член Совета департамента |

## Города-побратимы
- Алелья, Испания
- Эрсел, Нидерланды
- Раковица, Румыния

## Галерея

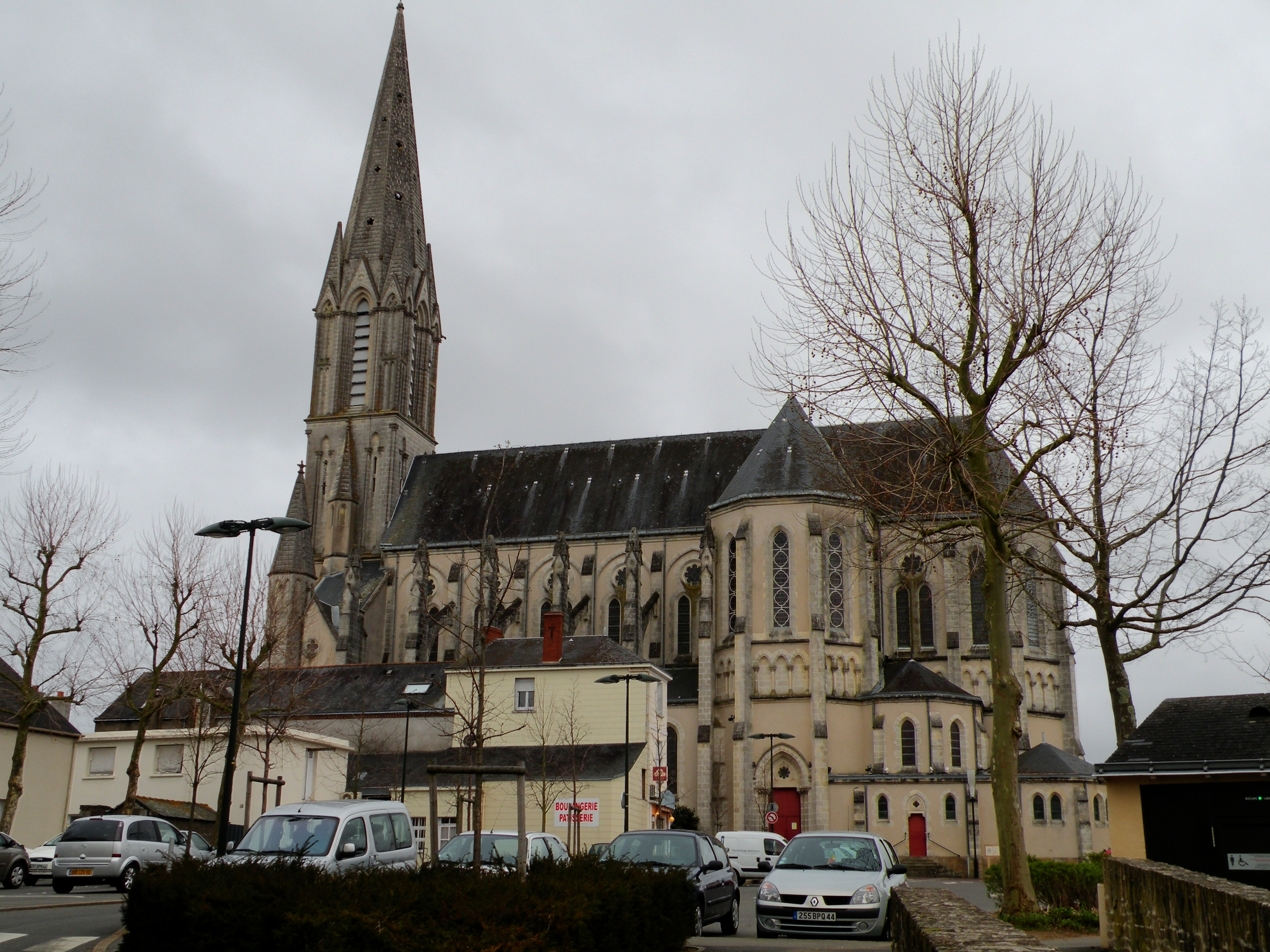
Церковь Святого Петра
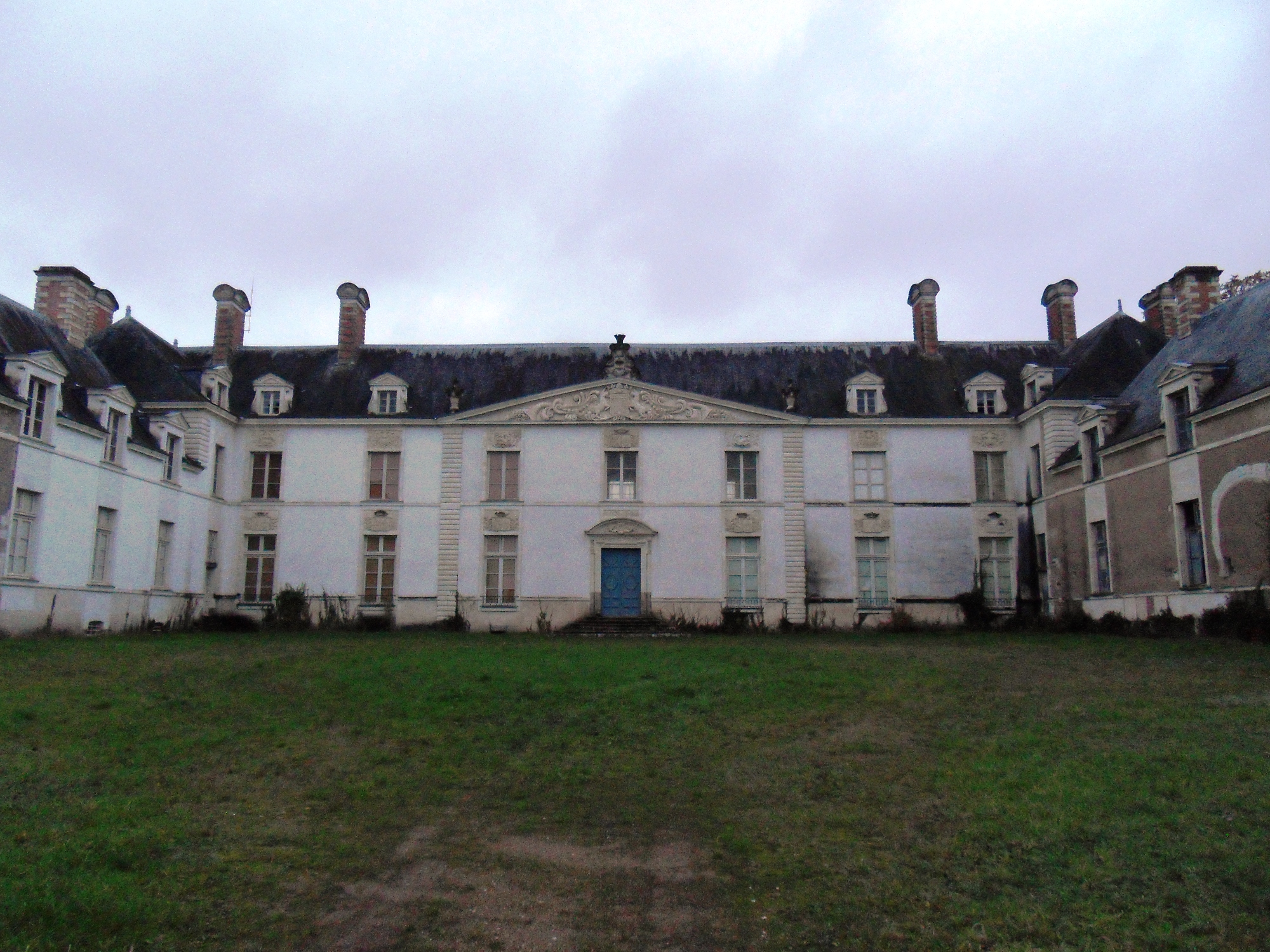
Шато Ла-Сейере
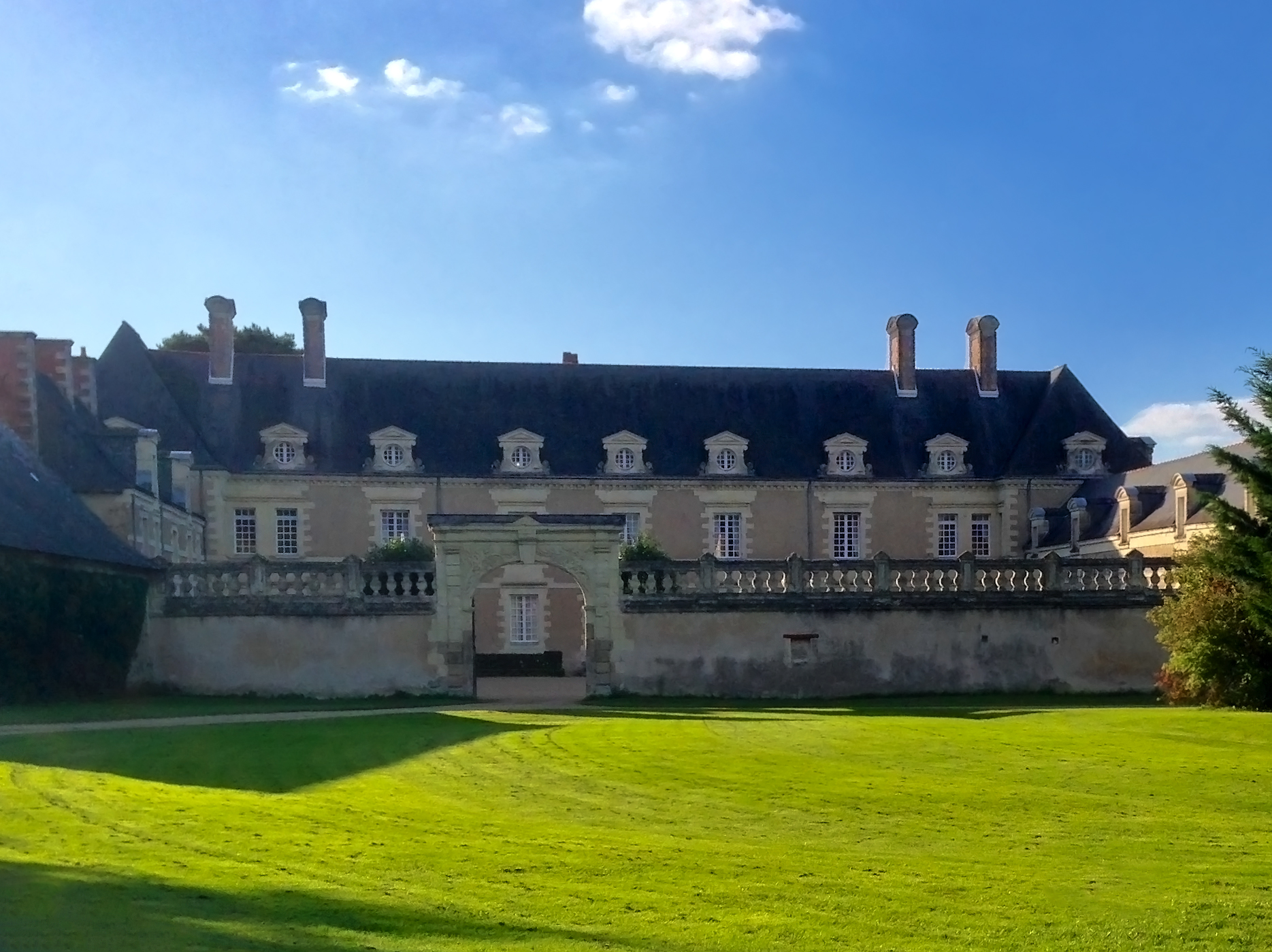
Шато Эпине
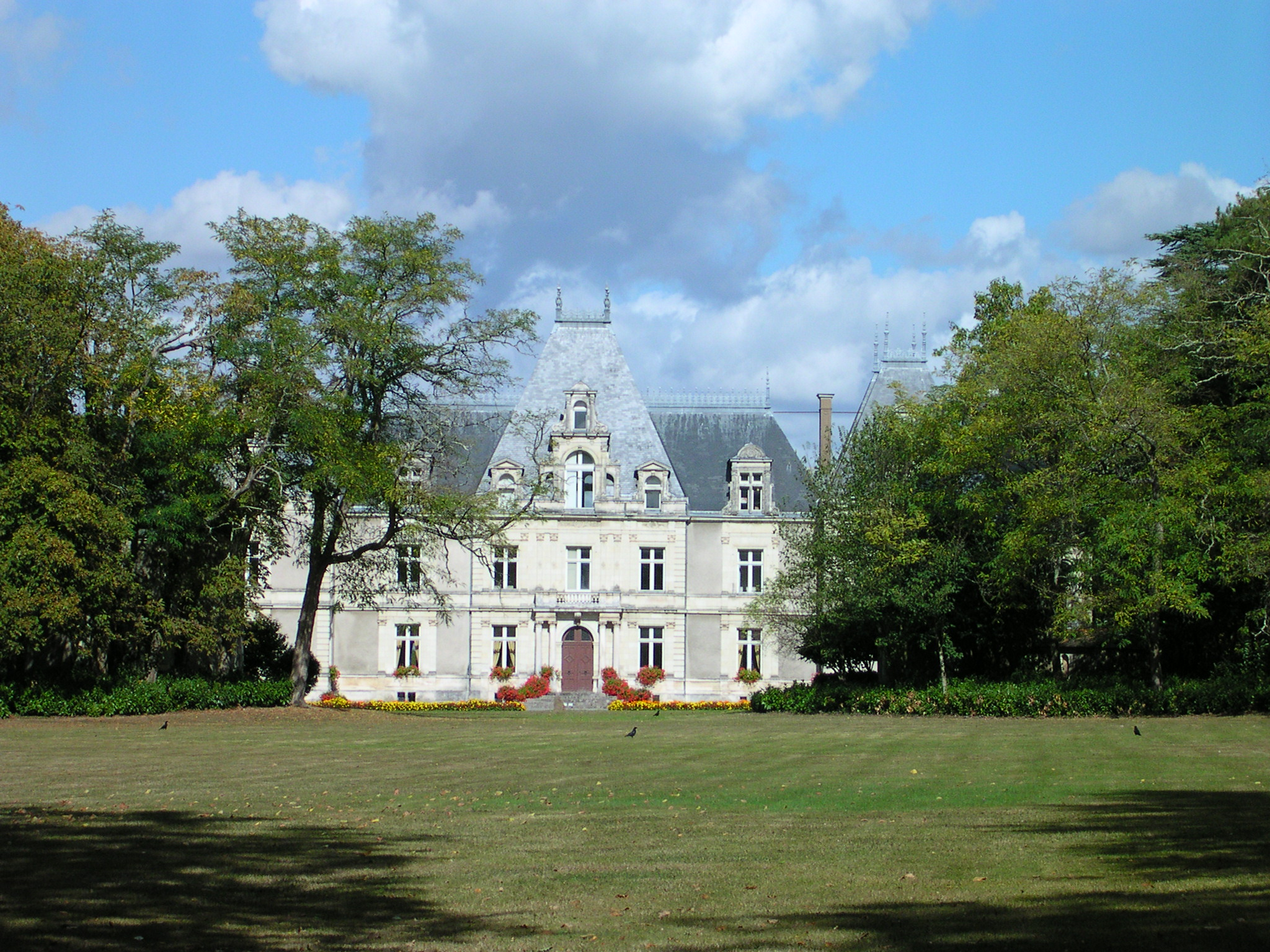
Шато Мобрёй
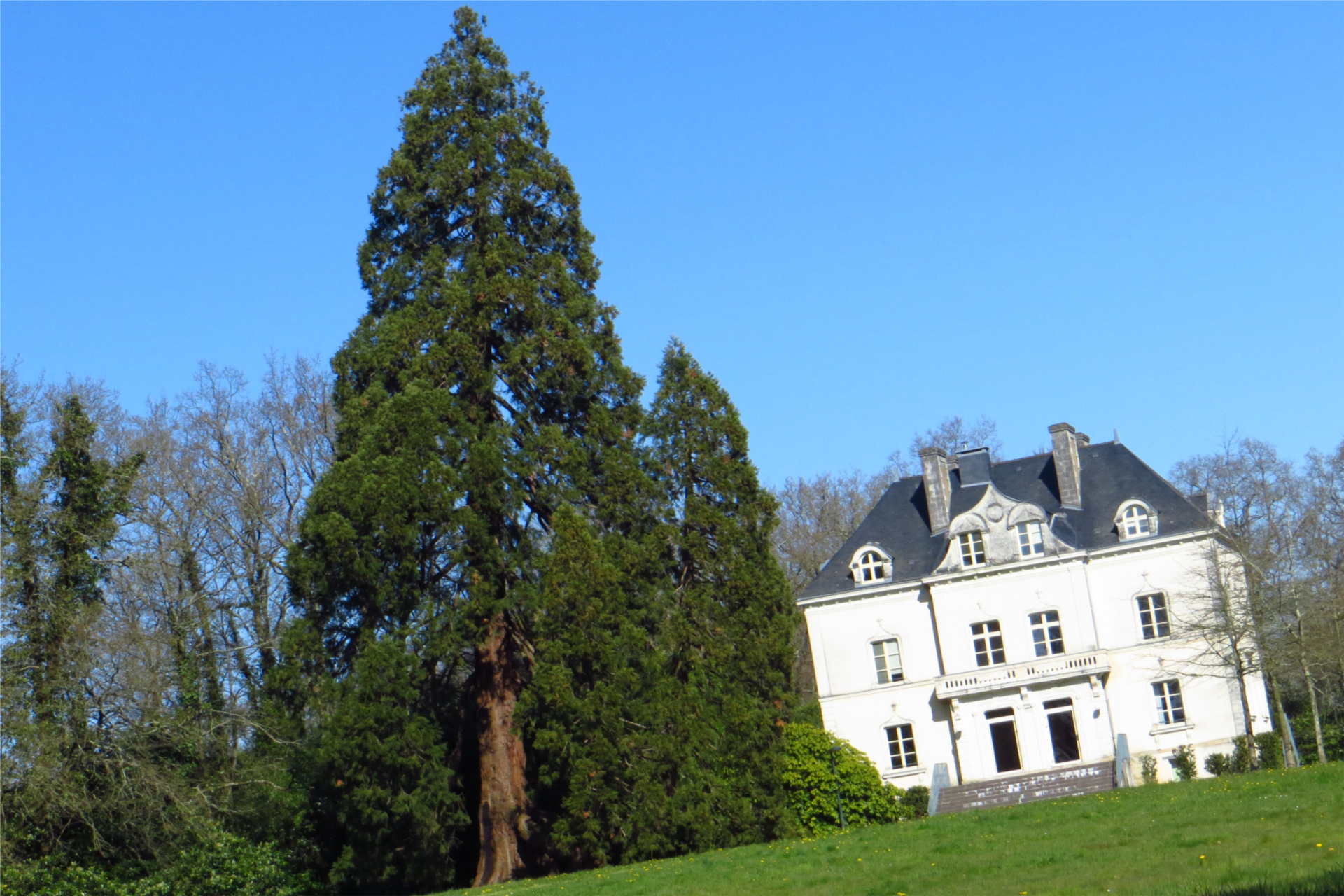
Шато Ла-Флёрье с гигантской секвойей
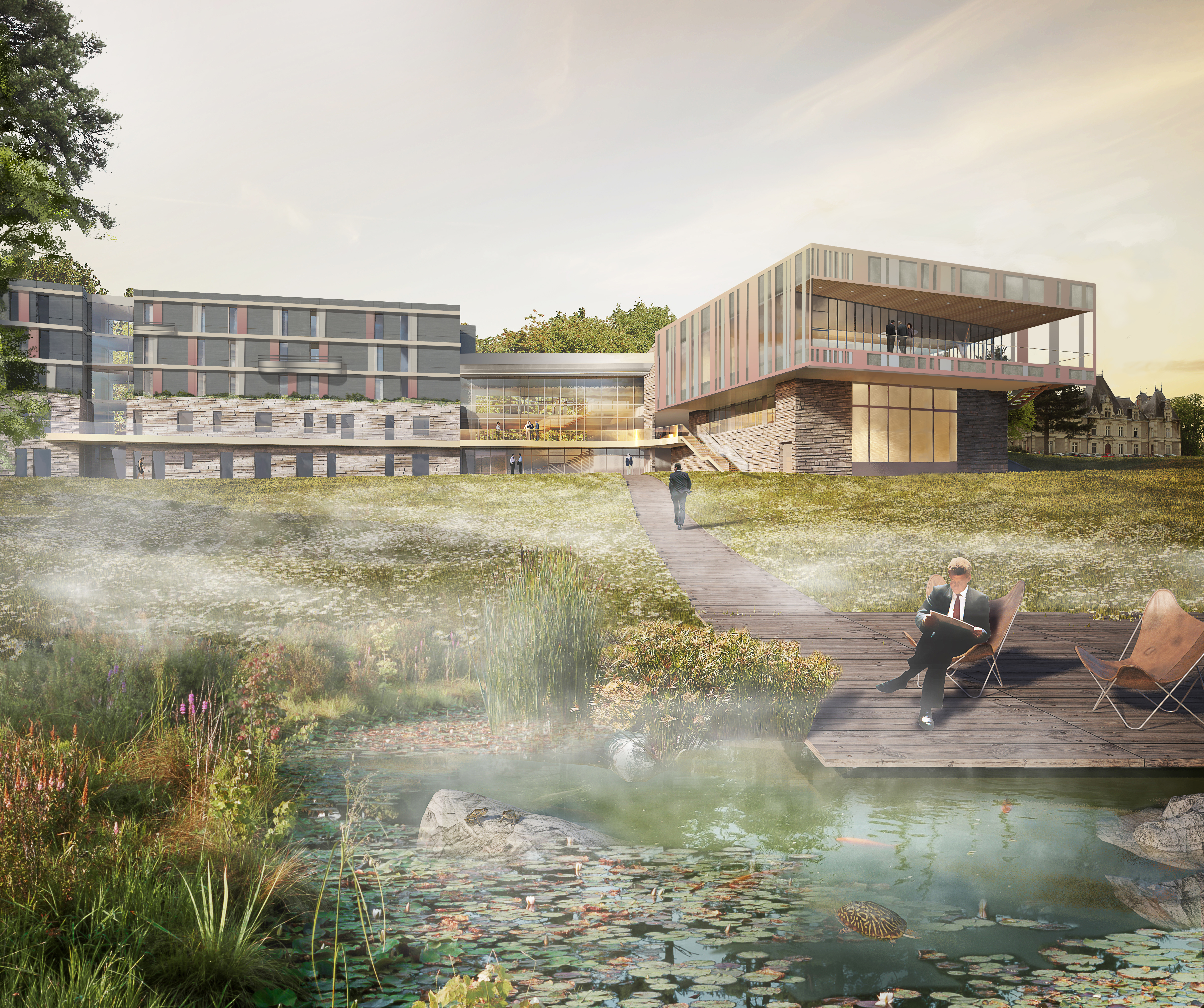
Центр обучения Каркефу